# Francés (affluent de l'Ouysse)
Pour les articles homonymes, voir Francés.
Le Francés est une rivière française, du Massif central dans le département du Lot dans la région Occitanie, et un affluent souterrain de l'Ouysse, donc un sous-affluent de la Dordogne.

## Géographie
D'une longueur de 20,2 kilomètres, le Francés prend sa source dans la Limargue sur la commune d'Espeyroux sous le nom de Ruisseau de Lasbories puis il disparaît sous le causse de Gramat aux "pertes du Francès" à Théminettes et conflue avec l'Ouysse sur la commune d'Issendolus.

### Département et communes traversés
département du Lot : Espeyroux (source), Saint-Maurice-en-Quercy, Lacapelle-Marival, Le Bourg, Sonac, Rudelle, Théminettes, Thémines, Issendolus (confluence).

## Principaux affluents
Huit affluents répertoriés dont les principaux sont:
- le Ruisseau de Lamourière (rg), 2,5 km sur la commune de Saint-Maurice-en-Quercy
- Le ruisseau des Escambous (rd), 1,9 km sur la commune de Rudelle
- Le Ruisseau de Marival (rg), 3,6 km sur la commune de Lacapelle-Marival